# Petalonamae
Petalonamae é um filo extinto do reino Animalia do período Ediacarano (de 580 até 542 milhões de anos). Seus membros se assemelhavam a frondes, ou folhas de samambaia. Por muito tempo achou-se que eram antigas algas, até ser provado que eram animais. Depois, se passou a achar que eram corais, porém, análises em sua estrutura provou que eram animais, que possuem um padrão definido para que suas células sempre se dividam nele, por isso eles não eram capazes de desenvolver ossos, órgãos e tecidos especializados para realizar certas funções. Quase sempre eram seres finos, que filtravam os nutrientes na água do fundo dos mares e oceanos presos à um suporte.

## Classificação
Os táxones subordinados são:
- Rangeomorpha
  - Charniidae
    - Charnia
    - Fractofusus
    - Frondophyllas
    - Hapsidophyllas
    - Khatyspytia
    - Paracharnia
    - Rangea
    - Vauzutsinia

Outros géneros:
- Charniodiscus
- Parviscopa
- Bradgatia